# Lupinus acopalcus
Lupinus acopalcus är en ärtväxtart som beskrevs av Charles Piper Smith. Lupinus acopalcus ingår i släktet lupiner, och familjen ärtväxter. Inga underarter finns listade i Catalogue of Life.